# 台灣沿海保護區
台灣沿海保護區，是內政部為保護台灣沿海地區之自然資源，就具特殊自然資源價值之地區，依其資源特性與分布，擇其有特殊景觀及農漁業發展價值者劃定的保護區。
目前台灣本島共有12處「台灣沿海保護區」。
- 淡水河口保護區
- 蘭陽海岸保護區
- 蘇花海岸保護區
- 花東沿海保護區
- 彰雲嘉沿海保護區
- 東北角沿海保護區
- 墾丁沿海保護區
- 北海岸沿海保護區
- 北門沿海保護區
- 尖山沿海保護區
- 九棚沿海保護區
- 好美寮自然保護區